# جنان العبيدي
 جنان جاسم محمد علي العبيدي وهي طبيبة أسنان وسياسية عراقية.
شغلت منصب عضوة في الجمعية الوطنية الانتقالية المؤقتة عامي 2004 و2005، وكانت عضوة في لجنة الأسرة والشؤون الصحية والمرأة.
ثم شغلت منصب عضو في مجلس النواب العراقي في دورته الأولى عن الائتلاف العراقي الموحد ومنتخبة عن محافظة النجف وكانت نائبة لرئيس لجنة الصحة والبيئة في المجلس.